# Ricardo Sá Pinto
Ricardo Manuel da Silva Sá Pinto (* 10. Oktober 1972 in Porto) ist ein ehemaliger portugiesischer Fußballspieler und heutiger -trainer. Er war meistens offensiv tätig und wurde als Stürmer sowie als offensiver Mittelfeldspieler eingesetzt.

## Karriere

### Als Spieler

#### Verein
Sein Debüt gab er 1992 bei SC Salgueiros. Zuvor durchlief er bereits die Jugendabteilungen des Vereins. Zur Saison 1994/95 wechselte er in die portugiesische Hauptstadt zu Sporting Lissabon. Mit den Grün-Weißen feierte Pinto seine ersten Erfolge. 1995 gewann der Verein den Super-Cup sowie den nationalen Pokal. Drei Jahre nach seinem Wechsel zu Sporting, also 1997/98, zog es ihn in die Primera División zum spanischen Vertreter Real Sociedad. Gleich im ersten Jahr bei den Basken erreichte das Team den dritten Platz und qualifizierte sich somit für die UEFA Champions League. Dort gelangte man in der Folgesaison in die Runde der letzten 16. An den Erfolg aus dem Jahr 1998 konnte Sociedad in den kommenden beiden Spielzeiten nicht mehr anknüpfen. Im Sommer 2000 entschied sich Pinto zur Rückkehr nach Portugal. Dort schloss er sich zum zweiten Mal Sporting an. In dieser Zeit gelang es ihm, weitere länderinterne Titel zu sammeln. Sein größter Triumph sollte aber wohl der Gewinn der Meisterschaft 2002 sein. Sechs Jahre blieb er dem Verein treu. Um seine Karriere ausklingen zu lassen, wagte er den erneuten Schritt ins Ausland. 2006 wurde er von Standard Lüttich verpflichtet und spielte ein Jahr in der belgischen Jupiler League.

#### Nationalmannschaft
Schon im Jugendbereich wurde Pinto für die Nationalmannschaften seines Heimatlandes berufen. Für die U-21-Fußball-Europameisterschaft 1994 war er nominiert und drang mit Portugal bis ins Finale. Dort musste man sich mit 0:1 nach Verlängerung der Auswahl Italiens geschlagen geben.
Für die A-Nationalmannschaft machte er 45 Spiele, davon 25 als Sporting und 20 als Real Sociedad Spieler, und er erzielte 10 Tore. Sein erstes Länderspiel absolvierte er am 7. September 1994 in Belfast gegen die nordirische Fußballnationalmannschaft. Portugal gewann 2:1 und Sá Pinto erzielte das Siegestor. Für die Fußball-Europameisterschaft 1996 und die Fußball-Europameisterschaft 2000 wurde er in den Kader der Portugiesen berufen. Sein letztes Spiel machte er gegen Zypern am 6. Juni 2001 (Portugal gewann 6:0). Aufgrund einer Verletzung konnte er nicht bei der Fußball-Weltmeisterschaft 2002 in Japan und Südkorea teilnehmen und sein Land vertreten.
Für negative Schlagzeilen sorgte Sá Pinto am 26. März 1997. Damals wurde er vom damaligen Nationaltrainer Artur Jorge für ein Länderspiel nicht berücksichtigt. Daraufhin fuhr Pinto zum Trainingsplatz der Portugiesen und schlug Jorge nieder. Für diese Aktion wurde er zwölf Monate für sämtliche nationalen und internationalen Turnieren gesperrt.

### Als Trainer
Am 13. Februar 2012 wurde Sá Pinto als Cheftrainer bei Sporting Lissabon engagiert, nachdem Domingos Paciência am selben Tag entlassen wurde. Sá Pinto trainierte vorher die Jugendmannschaft von Sporting. Anfang Oktober 2012 wurde Sá Pinto nach einem mäßigen Saisonstart entlassen. Seit 19. März 2013 coacht er den serbischen Klub Roter Stern Belgrad, wo er einen Vertrag bis Saisonende 2013/14 unterschrieb.
Von Oktober 2020 bis Dezember 2020 war Sá Pinto beim brasilianischen Klub CR Vasco da Gama als Trainer unter Vertrag. Im Januar 2021 unterschrieb der Portugiese einen zweieinhalb Jahres Vertrag beim türkischen Süper Lig Teilnehmer Gaziantep FK.

## Erfolge
- Portugiesische Pokalsieger mit Sporting Lissabon: 1995, 2002
- Portugiesischer Super-Cup mit Sporting Lissabon: 1995, 2002
- Portugiesischer Meister mit Sporting Lissabon: 2002
- EM-Teilnahme: 1996, 2000